# スパイグラス・メディア・グループ
スパイグラス・メディア・グループ, LLC（Spyglass Media Group, LLC、旧称：スパイグラス・エンターテインメント、Spyglass Entertainment）は、1998年にゲイリー・バーバーとロジャー・バーンボームによって設立されたアメリカの映画製作会社。スパイグラスとは、日本語で小型望遠鏡という意味。

## 社歴

### スパイグラス・エンターテインメント
1998年8月21日、モーガン・クリーク・プロダクションズの前副会長兼COOであるゲイリー・バーバーは、キャラバン・ピクチャーズの前代表であるロジャー・バーンボームを共同設立者として、スパイグラス・エンターテインメントを設立した。この会社は、ディズニーが出資していたこともあり、ディズニーと5年間の配給契約を結ぶこととなった。バーンボームは、当時のディズニー・スタジオのチーフ、ジョー・ロスに促されてキャラバン社を退職していた。ロスは、ディズニーが年間の製作量を減らしていることから、ニュー・リージェンシー・プロダクションのような独立採算の製作会社を設立することを勧めたのだ。キャラバン社に残っていた3作品が公開された後、キャラバン社は活動を停止した。また、ディズニー社からは、同社の映画プロジェクトのリストと、先行投資として1,000万ドルから2,000万ドルの初期資金の提供を受けた。スパイグラスはウォルト・ディズニー・スタジオを拠点に活動していた。1998年10月29日、欧州のメディアコングロマリットであるキルヒ・グループとメディアセットが、ドイツ、イタリア、スペイン、ポーランド、旧ソ連において、5年以上にわたり、15本から25本の映画の劇場、ビデオ、テレビの配給権に投資した。M・ナイト・シャマラン監督の『シックス・センス』（1999年公開）がスパイグラスの最初の作品となり、全世界で6億6100万ドルの興行収入を記録。
2000年5月23日には、北欧のSvensk Filmindustri、ポルトガルのLusomundoとともに、ディズニーはスパイグラス社が発行する10％の新株を引き受けて、スパイグラス社の資金調達に協力した。2003年3月7日、スパイグラス・エンターテイメントは、Village Roadshowとオーストラリア、ニュージーランド、ギリシャにおける4年間の配給契約に合意した。
2002年8月6日、Spyglass Entertainmentはテレビ部門を立ち上げ、小規模なスクリーンプロジェクトに注力していた。『Miracles』はスパイグラス社のテレビ部門でサポートする予定のプロジェクトの一つである。
同年、小規模な独立系映画配給会社であるIntermediaとの合併を試みたが、失敗に終わった。
2003年12月、スパイグラス社はディズニーとの契約を終了し、ドリームワークスと4年間のファーストルック非独占的共同出資・製作契約に合意した。この契約は最終的なものではなかった。その後、ドリームワークス社との関係はうまくいかなかった。こうして2003年9月23日、Spyglassは代わりにソニー・ピクチャーズと同様の契約を結んだ。スパイグラス社はソニーの敷地内ではなく、ロサンゼルスのウェストウッドにあるマードックプラザに移転した。
2010年3月25日までにスパイグラス社はサーベラス・キャピタル・マネジメントに買収された。
2010年12月20日、ゲイリー・バーバーとロジャー・バーンボームは、当時破産から脱却したばかりだったメトロ・ゴールドウィン・メイヤーの持ち株会社であるMGM Holdingsの共同会長兼CEOに就任した。当初の計画ではスパイグラス・ライブラリーがMGMに加えられていたが、後に計画から外された。

### スパイグラス・メディア・グループ
2019年3月13日、バーバーとランタン・エンタテインメントは、イーグル・ピクチャーズとシネワールドを出資者として迎え入れ、スパイグラス・メディア・グループとして会社を立て直した。ランタン社は過半数の出資を行い、また、同社の映画ライブラリーとミラマックス映画の続編の権利をスパイグラスに譲渡した。バーバーは、スパイグラスの商標と、彼が製作に貢献した旧スパイグラスのライブラリーの続編やリメイクの権利を所有している。同社はすべてのプラットフォーム向けにコンテンツを制作することを計画している。スパイグラス社はニューヨークの旧Lantern Entertainment/TWCのオフィスを閉鎖する一方で、部門間で合わせて15人のスタッフをレイオフした。スパイグラス・エンターテインメントとは異なり、バーンバウムはスパイグラス・メディア・グループの共同創業者ではない（ただし、バーンバウムはイーライ・ロス監督の『サンクスギビング』（2023年公開）の製作を担当した）。
2019年4月1日、ミラマックスのテレビ部門担当社長であるローレン・ホイットニーがスパイグラス社における同職に就任した。ダミアン・マリンはMGMからバーバーの後を追って、2019年9月3日にスパイグラスのワールドワイド・ディストリビューションおよび買収担当社長に就任した。
2019年4月16日にAT&Tのワーナー・ブラザースがスパイグラスの株式を購入したことで、スタジオとファーストルック契約を結んだ。スパイグラスは2019年8月1日にミラマックスの一部を買収する可能性に関与していたが、2週間でその計画から離脱した。
スパイグラスの復活後初のグリーンリット作品は、2019年5月6日に発表された『ヘルレイザー』フランチャイズのリバイバル作品である。2019年11月に同社がスティーブン・キングの『The Institute』本の権利を獲得したことで、ジャック・ベンダーとデヴィッド・E・ケリーがペアを組み、ミニシリーズとして企画開発・製作を行うことになった。また、ベンダーはスパイグラス社とテレビドラマのファーストルック契約を結んだ。
MGMフィジカル・プロダクション社長のPeter Oillataguerreは、バーバー直属のスパイグラス・メディア・グループのプロダクション社長に任命された。
2021年7月15日、ライオンズゲートは、それまでスパイグラス社が所有していたワインスタイン・カンパニーの映画ライブラリーの大半を買収しただけでなく、スパイグラス社の20%の株式を取得し、同社とテレビのファーストルック契約を結んだ。
2023年11月、スパイグラスは、イスラエル・ハマスとの戦争中に、反ユダヤ主義と見なしたパレスチナを支持するソーシャルメディアへの投稿を理由に、メリッサ・バレラを次の続編『スクリーム7』の主役から解雇した。

## 海外での製作映画配給担当企業
- Village Roadshow（2003年 - 2007年）： オーストラリア、 ニュージーランド、 ギリシャ
- Canal+： フランス、ベネルクス、 スウェーデン、 ポーランドでは有料放送
- Sogecable： スペインでは有料ケーブルテレビ
- 東宝東和： 日本では映画配給
- ポニーキャニオン： 日本ではビデオソフト[25]
- Lusomundo： ポルトガル
- Forum： イスラエル
- SF Studios：スカンディナヴィア
- Ster-Kinekor： 南アフリカ共和国[10]

## 製作作品フィルモグラフィ

### 1990年代
| 邦題 原題                            | 公開日        | 配給会社                     | 備考 | 製作費      | 興行収入       |
| ------------------------------------ | ------------- | ---------------------------- | --- | ----------- | -------------- |
| 『ハーモニーベイの夜明け』 Instinct  | 1999年6月4日  | ブエナ・ビスタ・ピクチャーズ | ディズニー・レーベルのタッチストーン・ピクチャーズより公開、バーバラ・ボイル／マイケル・テイラー・プロダクションとの共同製作; 製作作品第1作目 | $80 million | $34.1 million  |
| 『シックス・センス』 The Sixth Sense | 1999年8月6日  | ブエナ・ビスタ・ピクチャーズ | ディズニー・レーベルのハリウッド・ピクチャーズより公開、ザ・ケネディ/マーシャル・カンパニーとBarry Mendel Productionsとの共同製作。           | $40 million | $672.8 million |
| 『インサイダー』 The Insider         | 1999年11月5日 | ブエナ・ビスタ・ピクチャーズ | ディズニー・レーベルのタッチストーン・ピクチャーズから公開、Forward PassとEric Roth Productionsとの共同製作。                                 | $68 million | $60.2 million  |

### 2000年代
| 邦題 原題                                                         | 公開日         | 配給会社                           | 備考 | 製作費         | 興行収入       |
| ----------------------------------------------------------------- | -------------- | ---------------------------------- | --- | -------------- | -------------- |
| 『ミッション・トゥ・マーズ』 Mission to Mars                      | 2000年3月10日  | ブエナ・ビスタ・ピクチャーズ       | ディズニー・レーベルのタッチストーン・ピクチャーズより公開、Jacobson Companyと共同製作 | $100 million   | $111 million   |
| 『僕たちのアナ・バナナ』 Keeping the Faith                        | 2000年4月14日  | ブエナ・ビスタ・ピクチャーズ       | ディズニー・レーベルのタッチストーン・ピクチャーズから公開され、バーンボーム/バーバー・プロダクション、Koch Co.、Blumberg/ノートン・プロダクション、Triple Threat Talentとの共同製作。                    | $29 million    | $59.9 million  |
| 『シャンハイ・ヌーン』 Shanghai Noon                              | 2000年5月26日  | ブエナ・ビスタ・ピクチャーズ       | ディズニー・レーベルのタッチストーン・ピクチャーズから公開され、バーンボーム/バーバー・プロダクションズとJackie Chan Films Ltd.との共同製作。                                                             | $55 million    | $100.5 million |
| 『クールボーダー』 Out Cold                                       | 2001年11月21日 | ブエナ・ビスタ・ピクチャーズ       | ディズニー・レーベルのタッチストーン・ピクチャーズから公開、バーンボーム/バーバー・プロダクションズとThe Donners' Companyとの共同製作。                                                                   | $24 million    | $14.8 million  |
| 『モンテ・クリスト伯』 The Count of Monte Cristo                  | 2002年1月25日  | ブエナ・ビスタ・ピクチャーズ       | ディズニー・レーベルのタッチストーン・ピクチャーズから公開、バーンボーム/バーバー・プロダクションズとの共同製作。                                                                                         | $35 million    | $75.4 million  |
| 『コーリング』 Dragonfly                                          | 2002年2月22日  | ユニバーサル・ピクチャーズ         | Gran Via Productions、Shady Acres Entertainmentとの共同製作、ブエナ・ビスタ・インターナショナルによる海外配給                                                                                             | $60 million    | $52.3 million  |
| 『サラマンダー』 Reign of Fire                                    | 2002年7月12日  | ブエナ・ビスタ・ピクチャーズ       | ディズニー・レーベルのタッチストーン・ピクチャーズから公開、バーンボーム/バーバー・プロダクションズとThe Zanuck Companyとの共同製作。                                                                     | $60 million    | $82.2 million  |
| 『ケイティ』 Abandon                                              | 2002年10月18日 | パラマウント・ピクチャーズ         | Lynda Obst Productionsとの共同製作、ブエナ・ビスタ・インターナショナルによる海外配給 | $25 million    | $12.3 million  |
| 『リクルート』 The Recruit                                        | 2003年1月31日  | ブエナ・ビスタ・ピクチャーズ       | ディズニー・レーベルのタッチストーン・ピクチャーズから公開、バーンボーム/バーバー・プロダクションズとEpsilon Motion Picturesによる共同製作。                                                              | $46 million    | $101.2 million |
| 『シャンハイ・ナイト』 Shanghai Knights                           | 2003年2月7日   | ブエナ・ビスタ・ピクチャーズ       | ディズニー・レーベルのタッチストーン・ピクチャーズから公開され、バーンボーム/バーバー・プロダクションズとJackie Chan Films Ltd.との共同製作。                                                             | $50 million    | $88.3 million  |
| 『ブルース・オールマイティ』 Bruce Almighty                       | 2003年5月23日  | ユニバーサル・ピクチャーズ         | Shady Acres EntertainmentとPit Bull Productionsとの共同製作、海外配給はブエナ・ビスタ・インターナショナル                                                                                                 | $81 million    | $484.6 million |
| 『シービスケット』 Seabiscuit                                     | 2003年7月7日   | ユニバーサル・ピクチャーズ         | ドリームワークス・ピクチャーズ、ザ・ケネディ/マーシャル・カンパニー、Larger Than Life Productionsとの共同製作、海外配給はブエナ・ビスタ・インターナショナル                                               | $87 million    | $148.3 million |
| 『スカーレット・ヨハンソンの百点満点大作戦』 The Perfect Score    | 2004年1月30日  | パラマウント・ピクチャーズ         | ロジャー・バーンボーム・プロダクション、MTVフィルムズ、Tollin/Robbins Productionsとの共同製作 | N/A            | $10.8 million  |
| 『connie & carla コニー&カーラ』 Connie and Carla                 | 2004年4月16日  | ユニバーサル・ピクチャーズ         | バーンボーム/バーバー・プロダクションズとの共同製作 | $27 million    | $11.3 million  |
| 『Mr. 3000』 Mr. 3000                                             | 2004年9月17日  | ブエナ・ビスタ・ピクチャーズ       | ディズニー・レーベルのタッチストーン・ピクチャーズから公開、ディメンション・フィルムズ、バーンボーム/バーバー・プロダクションズ、ザ・ケネディ/マーシャル・カンパニーとの共同製作。                        | $30 million    | $21.8 million  |
| 『キャプテン・ウルフ』 The Pacifier                               | 2005年3月4日   | ブエナ・ビスタ・ピクチャーズ       | ディズニー・レーベルのウォルト・ディズニー・ピクチャーズより公開、バーンボーム/バーバー・プロダクションズとの共同製作。                                                                                   | $56 million    | $198.6 million |
| 『銀河ヒッチハイク・ガイド』 The Hitchhiker's Guide to the Galaxy | 2005年4月29日  | ブエナ・ビスタ・ピクチャーズ       | ディズニー・レーベルのタッチストーン・ピクチャーズから公開、バーンボーム/バーバー・プロダクションズ、Hammer & Tongs、Everyman Picturesとの共同製作。                                                      | $45–50 million | $104.5 million |
| 『レジェンド・オブ・ゾロ』 The Legend of Zorro                    | 2005年10月28日 | ソニー・ピクチャーズ リリーシング  | sソニー・レーベルのコロンビア ピクチャーズより公開、アンブリン・エンターテインメントとパークス/マクドナルド・プロダクションズとの共同製作。                                                               | $65 million    | $142.4 million |
| 『SAYURI』 Memoirs of a Geisha                                    | 2005年12月9日  | ソニー・ピクチャーズ リリーシング  | 配給元はソニー・レーベルのコロンビア ピクチャーズ、共同製作はドリームワークス・ピクチャーズ、アンブリン・エンターテインメント、Red Wagon Entertainment、海外配給はブエナ・ビスタ・インターナショナル。    | $85 million    | $162.2 million |
| 『南極物語』 Eight Below                                          | 2006年2月17日  | ブエナ・ビスタ・ピクチャーズ       | ディズニーレーベルのウォルト・ディズニー・ピクチャーズから公開され、Mandeville Filmsとザ・ケネディ/マーシャル・カンパニーとの共同製作。                                                                   | $40 million    | $120.5 million |
| 『DEATH GAME デスゲーム』 Stay Alive                              | 2006年3月24日  | ブエナ・ビスタ・ピクチャーズ       | 配給元はディズニー・レーベルのハリウッド・ピクチャーズ、共同製作はEndgame Entertainment、Wonderland Sound and Vision、バーンボーム/バーバー・プロダクションズ。海外配給担当はユニバーサル・ピクチャーズ。 | $20 million    | $27.1 million  |
| 『スティック・イット!』 Stick It                                  | 2006年4月28日  | ブエナ・ビスタ・ピクチャーズ       | ディズニー・レーベルのタッチストーン・ピクチャーズから公開され、バーンボーム/バーバー・プロダクションズ、Gail Lyon Productions、Jessica Bendinger Productionsとの共同製作。                               | $20 million    | $31.9 million  |
| 『ルックアウト/見張り』 The Lookout                               | 2007年3月30日  | ブエナ・ビスタ・ピクチャーズ       | ディズニー・レーベルのミラマックス・フィルムズから公開され、Laurence Mark Productions、パークス-マクドナルド・プロダクションズ、バーンボーム/バーバー・プロダクションズとの共同製作。                     | $16 million    | $5.4 million   |
| 『臨死』 The Invisible                                            | 2007年4月27日  | ブエナ・ビスタ・ピクチャーズ       | ディズニー・レーベルのハリウッド・ピクチャーズから公開、バーンボーム/バーバー・プロダクションズ、MacariEdelstein Productionsとの共同製作。                                                                | N/A            | $26.8 million  |
| 『エバン・オールマイティ』 Evan Almighty                          | 2007年6月22日  | ユニバーサル・ピクチャーズ         | レラティビティ・メディア、オリジナル・フィルム、Shady Acres Entertainment、バーンボーム/バーバー・プロダクションズとの共同製作。                                                                          | $175 million   | $173.4 million |
| 『鉄ワン・アンダードッグ』 Underdog                               | 2007年8月3日   | ブエナ・ビスタ・ピクチャーズ       | ディズニーレーベルのウォルト・ディズニー・ピクチャーズから公開され、バーンボーム/バーバー・プロダクションズ、Jay Polstein Productions、Classic Mediaとの共同製作                                          | $25 million    | $65.3 million  |
| 『燃えよ!ピンポン』 Balls of Fury                                 | 2007年8月29日  | Rogue Pictures                     | Intrepid Picturesとバーンボーム/バーバー・プロダクションズとの共同製作。 | N/A            | $41.1 million  |
| 『幸せになるための27のドレス』 27 Dresses                         | 2008年1月18日  | 20世紀フォックス                   | フォックスのレーベルであるフォックス2000ピクチャーズから公開され、バーンボーム/バーバー・プロダクションズとDune Entertainment III, LLCとの共同製作。                                                      | $30 million    | $160.3 million |
| 『ミート・ザ・ジェンキンズ』 Welcome Home Roscoe Jenkins          | 2008年2月8日   | ユニバーサル・ピクチャーズ         | ステューバー-ペアレント・プロダクションズとの共同製作 | $35 million    | $43.6 million  |
| 『パラサイト・バイティング 食人草』 The Ruins                     | 2008年4月4日   | パラマウント・ピクチャーズ         | パラマウントレーベルのドリームワークス・ピクチャーズより公開、Red Hour Filmsとの共同製作。 | $8 million     | $22.3 million  |
| 『ハプニング』 The Happening                                      | 2008年6月13日  | 20世紀フォックス                   | Dune Entertainment、UTV Motion Pictures、ブラインディング・エッジ・ピクチャーズとの共同製作。 | $48 million    | $163.4 million |
| 『愛の伝道師 ラブ・グル』 The Love Guru                           | 2008年6月20日  | パラマウント・ピクチャーズ         | co-production with Nomoneyfun Films、Michael de Luca Productionsとの共同製作。 | $62 million    | $40.9 million  |
| 『ウォンテッド』 Wanted                                           | 2008年7月3日   | ユニバーサル・ピクチャーズ         | レラティビティ・メディア、Marc Platt Productions、Kickstart Productions、トップ・カウ・プロダクションとの共同製作。                                                                                       | $75 million    | $341.4 million |
| 『オー!マイ・ゴースト』 Ghost Town                                | 2008年9月19日  | パラマウント・ピクチャーズ         | パラマウントレーベルのドリームワークス・ピクチャーズから公開され、Pariahとの共同製作。 | $20 million    | $27.1 million  |
| 『幸せのきずな』 Flash of Genius                                  | 2008年10月3日  | ユニバーサル・ピクチャーズ         | バーンボーム/バーバー・プロダクションズとストライク・エンターテインメントとの共同製作 | $20 million    | $4.8 million   |
| 『フォー・クリスマス』 Four Christmases                           | 2008年12月3日  | ワーナー・ブラザース・ピクチャーズ | ワーナー・レーベルのニューライン・シネマより公開、バーンボーム/バーバー・プロダクションズ、Wild West Picture Show ProductionsおよびType A Filmsとの共同製作。                                             | $80 million    | $163.7 million |
| 『スター・トレック』 Star Trek                                    | 2009年7月4日   | パラマウント・ピクチャーズ         | バッド・ロボット・プロダクションズとの共同製作 | $150 million   | $385.7 million |
| 『G.I.ジョー』 G.I. Joe: The Rise of Cobra                        | 2009年8月7日   | パラマウント・ピクチャーズ         | ハズブロとディ・ボナヴェンチュラ・ピクチャーズとの共同製作 | $175 million   | $302.5 million |
| 『インビクタス/負けざる者たち』 Invictus                          | 2009年12月30日 | ワーナー・ブラザース・ピクチャーズ | Revelations Entertainment、Mace Neufeld Productions、マルパソ・プロダクションズとの共同製作。 | $50–60 million | $122.2 million |

### 2010年代
| 邦題 原題                                            | 公開日         | 配給会社                          | 備考 | 製作費       | 興行収入       |
| ---------------------------------------------------- | -------------- | --------------------------------- | --- | ------------ | -------------- |
| 『リープ・イヤー うるう年のプロポーズ』 Leap Year    | 2010年1月8日   | ユニバーサル・ピクチャーズ        | 共同製作：BenderSpink、バーンボーム/バーバー・プロダクションズ                                                                                     | $19 million  | $32.6 million  |
| 『伝説のロックスター再生計画!』 Get Him to the Greek | 2010年6月4日   | ユニバーサル・ピクチャーズ        | レラティビティ・メディアとApatow Productionsとの共同製作                                                                                           | $40 million  | $91.3 million  |
| 『奇人たちの晩餐会 USA』 Dinner for Schmucks         | 2010年7月30日  | パラマウント・ピクチャーズ        | パラマウントレーベルのドリームワークス・ピクチャーズより公開。Parkes/MacDonald Productions、Reliance Big Pictures、Everyman Picturesとの共同製作。 | $69 million  | $86.9 million  |
| 『ツーリスト』 The Tourist                           | 2010年12月10日 | ソニー・ピクチャーズ リリーシング | ソニー・レーベルのコロンビア ピクチャーズから公開され、GKフィルムズ、バーンボーム/バーバー・プロダクションズ、スタジオカナルとの共同製作           | $100 million | $278.3 million |
| 『僕が結婚を決めたワケ』 The Dilemma                 | 2011年1月14日  | ユニバーサル・ピクチャーズ        | イマジン・エンターテインメントとWild West Picture Show Productionsとの共同製作。                                                                   | $70 million  | $69.7 million  |
| 『抱きたいカンケイ』 No Strings Attached             | 2011年1月21日  | パラマウント・ピクチャーズ        | パラマウントレーベルのDW Studiosから公開され、Cold Spring PicturesとThe Montecito Picture Companyとの共同製作。                                    | $25 million  | $149.2 million |
| 『フットルース 夢に向かって』 Footloose              | 2011年10月14日 | パラマウント・ピクチャーズ        | MTVフィルムズ、Dylan Sellers Productions、Zadan/Meron Productions、Weston Picturesとの共同製作                                                     | $24 million  | $63.5 million  |
| 『君への誓い』 The Vow                               | 2012年2月10日  | ソニー・ピクチャーズ リリーシング | ソニー・レーベルのスクリーン・ジェムズから公開され、バーンボーム/バーバー・プロダクションズとの共同製作。                                          | $30 million  | $196.1 million |

### 2020年代
| 邦題 原題                                                                | 公開日         | 配給会社                          | 備考 |
| ------------------------------------------------------------------------ | -------------- | --------------------------------- | --- |
| 『スクリーム』 Scream                                                    | 2022年1月14日  | パラマウント・ピクチャーズ        | Radio Silence Productions、プロジェクトXエンタテインメント                                                                              |
| 『ヘル・レイザー』 Hellraiser                                            | 2022年10月7日  | Hulu                              | ファントム・フォー・フィルムズ、20世紀スタジオ; パラマウント・ピクチャーズによる海外配給                                                |
| 『スクリーム6』 Scream VI                                                | 2023年3月10日  | パラマウント・ピクチャーズ        | Radio Silence Productions、プロジェクトXエンタテインメント                                                                              |
| 『スパイキッズ:アルマゲドン』 Spy Kids: Armageddon                       | 2023年9月22日  | Netflix                           | スカイダンス・メディア、Troublemaker Studios                                                                                            |
| 『サンクスギビング』 Thanksgiving                                        | 2023年11月17日 | ソニー・ピクチャーズ リリーシング | トライスター ピクチャーズ、Dragonfly Entertainment、Electromagnetic Productions                                                         |
| 『ボーイズ・イン・ザ・ボート ～若者たちが託した夢』 The Boys in the Boat | 2023年12月25日 | Amazon MGMスタジオ                | メトロ・ゴールドウィン・メイヤー、Smokehouse Pictures; ワーナー・ブラザース・ピクチャーズによる海外配給; オンスクリーン・クレジットのみ |
| 『同窓会』 Reunion                                                       | 2024年6月28日  | リパブリック・ピクチャーズ        | ライオンズゲート・フィルムズ、Artists Road、Unique Features                                                                             |
| 『フレッシュ?! イン・ハイスクール』 Incoming                             | 2024年8月23日  | Netflix                           | Artists Road、Stoller Global Solutions                                                                                                  |
| 『ハートアイズ』 Heart Eyes                                              | 2025年2月7日   | ソニー・ピクチャーズ リリーシング | スクリーン ジェムズ、Divide/Conquer; リパブリック・ピクチャーズによる海外配給                                                           |

### 企画開発中
| 邦題 原題         | 配給会社 | 備考                                                                |
| ----------------- | -------- | ------------------------------------------------------------------- |
| Deadpoint         | TBA      | co-production with Good Fear Content                                |
| Knight Rider      | TBA      | co-production with Atomic Monster                                   |
| Perfect Strangers | TBA      | co-production with Eagle Pictures, 3 Marys Entertainment and Hoorae |
| Short Circuit     | TBA      | co-production with Project X Entertainment and Rehab Entertainment  |